# Le Salaire du péché (film, 1940)
Pour les articles homonymes, voir Le Salaire du péché.
Pour plus de détails, voir Fiche technique et Distribution.
Le Salaire du péché (La peccatrice) est un film dramatique italien réalisé par Amleto Palermi, sorti en 1940, avec Paola Barbara, Vittorio De Sica et Fosco Giachetti.

## Synopsis
Maria, une fille de province, est séduite et, lorsqu'elle attend l'enfant, elle est abandonnée. Plutôt que de confesser son véritable état à sa mère, elle s'éloigne de la maison. L'enfant ne survit que quelques jours et la fille est logée dans un village voisin, dans une bonne famille de campagne où elle est la nounou de leur enfant.
Un jeune homme du pays se montre attentif à son égard, mais lorsqu'il apprend son passé il la délaisse. La jeune fille quitte sa nouvelle famille et, une fois arrivée en ville, elle est une proie facile pour les individus louches qui la poussent à se prostituer. La mort d'une partenaire dans la maison de tolérance dans laquelle elle vit lui fait prendre conscience du bas niveau atteint et trouve la force de s'échapper. Elle rencontre son vieux séducteur qui ne la reconnaît pas et, pleine d'amertume, elle retourne vers sa vieille mère qui l'accueille et lui pardonne.

## Fiche technique
- Titre français : Le Salaire du péché[3]
- Titre original : La peccatrice
- Réalisateur : Amleto Palermi, assisté de Fede Arnaud
- Scénario : Amleto Palermi, Luigi Chiarini, Umberto Barbaro, Francesco Pasinetti
- Musique : Alessandro Cicognini
- Photographie : Václav Vích
- Montage : Vincenzo Zampi
- Producteur : Giulio Manenti
- Société de production : Manenti Film
- Distribution : Manenti Film
- Pays d'origine :  Royaume d'Italie
- Durée : 88 minutes
- Dates de sortie : 3 septembre 1940

## Distribution
- Paola Barbara : Maria Ferrante

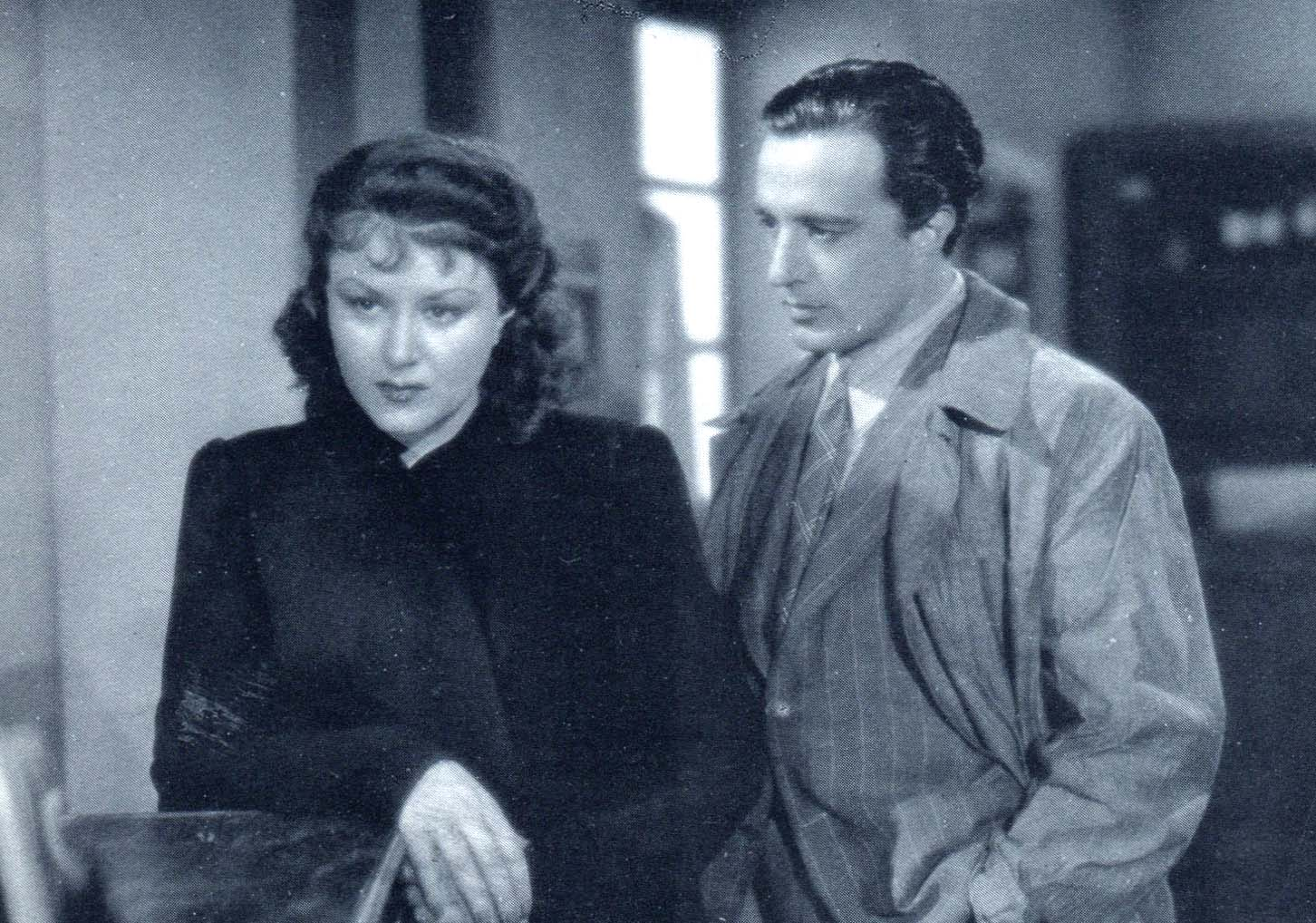
Paola Barbara et Vittorio De Sica.

- Vittorio De Sica : Pietro Bandelli
- Fosco Giachetti : Salvatore, frère d'Adele
- Gino Cervi : Alberto
- Bella Starace Sainati : mère de Maria
- Umberto Melnati : Paolo
- Camillo Pilotto : Andrea, le père de Tonino
- Piero Carnabuci : Ottavio
- Giuseppe Porelli : Angelo Bandelli, le père de Pietro
- Mario Ferrari : Nino Bandelli, frère de Pietro
- Olga Solbelli : Carmela Bandelli, sœur de Pietro
- Marcella Melnati : tante Gilda
- Anna Maria Falchi : Adèle, la mère de Tonino
- Armida Bonocore : Anna
- Anna Capodaglio : Bettina
- Paolo Carlini : le danseur
- Michele Riccardini : ami de Paolo et de Piero
- Checco Rissone : Tonio